# 養護教諭
養護教諭（ようごきょうゆ）とは、学校内で養護をつかさどる教員のことである。養教（ようきょう）と略されることや、保健室の先生（ほけんしつのせんせい）などと通称されることが多い。

## 概要
養護教諭は通例、保健室などに常駐し、学校内における在学生（幼児・児童・生徒）の怪我・疾病等の応急処置を行ったり、健康診断・健康観察等を通して、在学生の心身の健康を掌る学校職員である。応急処置を施した際は、医療機関受診の必要の有無の判断を行う。女性の養護教諭が多いが、男性の養護教諭もいる。
また、保健主事に充てられ、学校における保健に関する事項の管理にあたることが多い。保健主事としては、健康診断、水質検査・照度検査・空気検査などの環境衛生調査、保健衛生知識の普及啓発教育、その他の学校保健に関する業務の計画や実施を行う。このため、多くの場合は、養護と学校保健の全般を担当し、その職務は多岐に渡る。
養護教諭は正規教員であり、養護教諭の教員免許状の普通免許状を有していなければならない。なお、養護教諭の職務を助ける職として養護助教諭という職もあり、養護助教諭の臨時免許状を有する者だけがこの職に就くことができる。また、保健師の資格を有している場合には、文部科学省令で定める4科目8単位の単位を取ることにより養護教諭二種免許状の授与を受けることができる。ちなみに、養護教諭には、特別免許状は設けられていない。
臨時採用の場合、「臨時養護教諭」、「臨時養護講師」、「臨時講師(養護担当)」等と称される。

## 養護教諭が行う授業
養護教諭は、教諭と異なり、通常は授業を行わない。しかし、学級担任や保健体育科の教科担任などとの相談や協力のもと、健康教育や性教育などの保健指導や保健学習を行うことがある。養護教諭は保健について専門的な立場にあり、日頃から幼児・児童・生徒を保健の面から把握しているので、養護教諭が授業を行うことには大きな意義があるといわれる。積極的に授業を行う養護教諭もいるが、この場合授業を行っている間は保健室を空ける事となり、傷病者への応急処置等の対応が出来なくなる。
また、教育職員免許法（昭和24年法律第147号）の附則第15項により、3年以上養護教諭として勤務したことがある者は、当分の間、その勤務する学校（幼稚園または認定こども園を除く）において、保健の教科の領域に係る事項（小学校または特別支援学校の小学部にあつては、体育の教科の領域の一部に係る事項で文部科学省令で定めるもの）の教授を担任する教諭または講師となることができる。 しかし、養護教諭が行った授業に対しての評価や評定をつけることについての議論が行われている。養護教諭は「評価評定を行わない教員」であり、他の授業等での評価に関わるストレスを受け止める場としても機能している「保健室の先生」が評価を行うことに抵抗を覚えるとする意見がある一方、授業を行うならばそれに伴う評価も当然行われなければならないとする意見もある。また、季節によっての新聞を出したり、毎月の保健注意なども発布する。